# BlackBerry Internet Service
BlackBerry Internet Service (BIS) je služba, která umožňuje BlackBerry telefonům přístup k emailům a internetu. U současného systému BlackBerry 10 není tato služba potřebná, nynější přístroje BlackBerry využívají standardní datový tarif dle vašeho operátora.

## Přidaná hodnota
V případě, že společnost nemá v úmyslu využívat svých poštovních serverů a zároveň má v plánu poskytnout svým zaměstnancům přístup k internetu, zahrnující emailovou komunikaci, instant messaging (v případě BlackBerry telefonů zejména přes BlackBerry Messenger klienta) na procházení internetu v prohlížeči, nabízí se využití služby BlackBerry Internet Service.

## Funkcionalita
BlackBerry Internet Service nabízí uživatelům přístup přes běžně používané mailové protokoly POP3, IMAP nebo Outlook Web app bez jakéhokoliv připojování přes BlackBerry Enterprise Server, který je nákladnější z hlediska provozních nákladů a vyšší pořizovací ceny. Služba je obvykle provozována poskytovatelem mobilních služeb, který má na svých serverech tuto službu nainstalovanou.
Primárním cílem BIS bylo ve své době šetřit datový tarif a baterii mobilních telefonů. V běžném mobilním telefonu s protokolem POP3 nebo IMAP, se mobilní telefon periodicky připojuje k poštovnímu serveru a sám kontroluje poštu. To způsobovalo zbytečný datový přenos po drahých a pomalých mobilních linkách tehdejší doby, snižovalo výdrž baterií a emaily byly přitom přijímány se zpožděním, v závislosti na nastavené frekvenci kontroly.
U řešení BES/BIS se k poštovnímu serveru připojuje BlackBerry server namísto uživatele a periodicky kontroluje poštu. Pokud BlackBerry server nalezne novou zprávu, stáhne její kopii k sobě a dá informaci mobilnímu zařízení (push notifikace) a ten si zpracovanou a optimalizovanou zprávu od BIS/BES stáhne. Tím jsou eliminovány periodické kontroly ze strany mobilního klienta. Frekvence kontroly pošty ze strany BIS se mění a není konstantní. Pokud při kontrole nenajde novou poštu, frekvence kontrol začne klesat, naopak, pokud najde nový email, frekvence kontrol se zvyšuje. Tím je řešen problém, kdy například i méně aktivní poštovní schránka může krátkodobě vyžadovat vysokou frekvenci kontrol, např. u "horkých" emailových diskuzí.
Díky tomuto řešení si mobilní telefony BlackBerry vystačily s malým datovým přenosem, vydržely dlouho na baterii a přitom emaily byly přijímány téměř v reálném čase.
Ačkoli toto řešení bylo kritizováno pro svou nebezpečnost (přihlašovací údaje k poště v nešifrované podobě mělo k BlackBerry nebo mobilní operátor), v současné době podobné řešení používají i jiní klienti, např. v prvních verzích Outlook pro Android a iOS, které fungovaly na podobném principu: Microsoft měl uloženy přihlašovací údaje na poštovní server uživatele, přihlašoval se namísto něj a klienta informoval o změnách. Aktuální verze Outlooku pro mobilní zařízení tento způsob již nepoužívají, mimo jiné právě z důvodu zmiňované nebezpečnosti, nepoužitelnost v případě, kdy je potřeba použít k poštovnímu serveru VPN apod.

## Nasazení
Výhodou nasazení BlackBerry Internet Service oproti klasickému nastavení poštovních serverů v telefonu je jednoduchá a rychlá možnost úprav nastavení pro všechny uživatele namísto manuálního přenastavování jednotlivých telefonů techniky – kde by došlo k adhoc vysokým časovým a mzdovým nákladům oproti konfigurace přes konfigurační nástroj BIS. Uživateli BIS stačí ke kompletnímu nastavení služeb v BlackBerry počáteční přihlášení do svého účtu a synchronizace všech nadefinovaných nastavení se během chvíle  přenese na telefon.
Nevýhodou je omezení počtu emailů (maximálně 3000) a do zařízení jsou synchronizovány pouze nově přijaté emaily od okamžiku konfigurace zařízení. Nedojde tedy k plné synchronizaci již existujících emailů jak je známe u jiných používaných protokolů (IMAP, ActiveSync).
BlackBerry Internet Service poskytuje vedle mailových služeb (spolu s BlackBerry Messenger) přístup k webovým aplikacím jako například Google Maps ICQ, WLM, Google Talk, Myspace, Facebook, Flickr a Picasa web.